# Gnosjö IF
Gnosjö IF är en idrottsförening grundad år 1924 i Småland med verksamhet inom fotboll och futsal både för herrar, damer och ungdomar. Verksamheten bedrivs på idrottsplatsen Töllshov i Gnosjö i Jönköpings län. Klubben har år 2020 cirka 400 medlemmar och damlaget spelar fotboll i Division 3 Nordvästra medan herrlaget spelar i Division 3 Sydvästra Götaland.
Den tidigare allsvenska spelaren Morgan Nilsson fostrades i Gnosjö IF som är hans modersklubb.  Han kom senare att spela för både GAIS och Örgryte IS i Allsvenskan. Även Anders ”Sudden” fd Svensson nu Prakt var en stor ikon i klubben.  